# Instituto Clínico Quirúrgico de Oftalmología
El Instituto Clínico Quirúrgico de Oftalmología (ICQO) es un centro oftalmológico integral con una vertiente investigadora y docente al estar asociado a la Universidad del País Vasco. Se creó en Bilbao en 1995 de la mano de los oftalmólogos Juan Durán de la Colina y  Gonzalo Corcóstegui, y poco después se incorporó al proyecto el doctor Javier Araiz. Tras la jubilación de Gonzalo Corcóstegui en 2016, los otros dos fundadores del ICQO continuaron el proyecto atendiendo la demanda de asistencia oftalmológica en País Vasco y resto de autonomías. Durante 25 años tuvo su sede en Begoña y, en mayo de 2021, se trasladaron a Indautxu a Alameda Recalde 49-51 de Bilbao, frente a la Alhóndiga-Azkuna Zentroa.

## Actividad
El ICQO atiende a unos 7.000 pacientes nuevos cada año, realizándose anualmente 5.500 intervenciones quirúrgicas oculares y tratamientos. Durante estos años ha atendido en estos años a 200.000 pacientes.

### Especialidades oftalmológicas

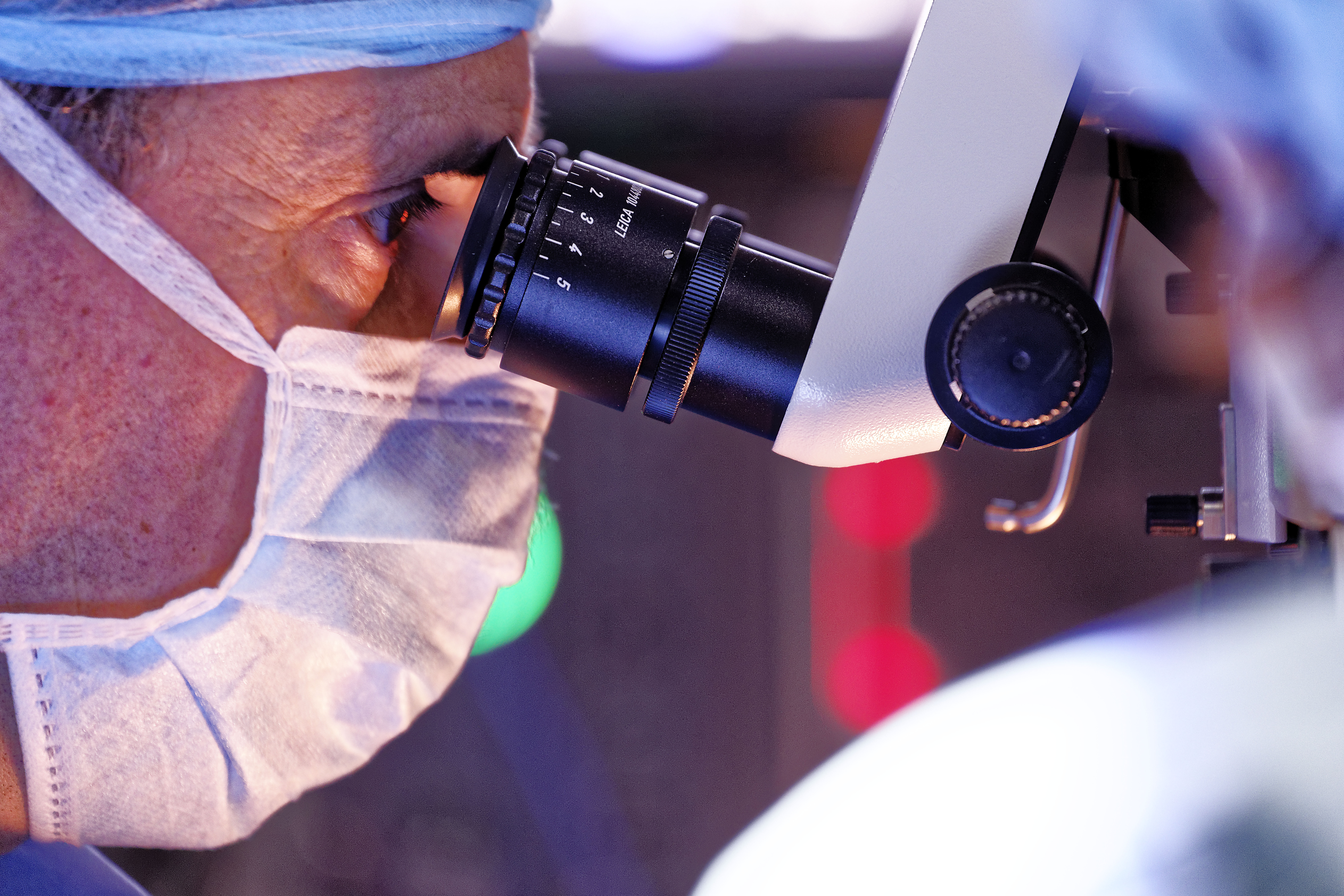
Oftalmólogo del ICQO en un quirófano

El Instituto Clínico Quirúrgico de Oftalmología cubre todas las especialidades oftalmológicas:
- Córnea y superficie ocular
- Retina-vítreo
- Glaucoma
- Órbita y oculoplástica
- Enfermedades oculares inmunológicas y genéticas
- Cirugía del cristalino

Y dispone de unidades especiales:
- Cirugía refractiva
- Estética facial
- Terapia visual
- Baja visión
- Vitreolisis

### I+D
ICQO cuenta con una unidad de I+D con diversas líneas de investigación, entre las que destacan ojo seco, cicatrización corneal, queratocono, degeneración macular y cirugía del glaucoma en colaboración con otros centros de carácter nacional e internacional. El ICQO ha desarrollado varias patentes, como un instrumento de corte corneal y un sistema para inyecciones intraoculares. Lleva varios años investigando en colaboración con otros centros la aplicación terapéutica de los factores de crecimiento en oftalmología.  

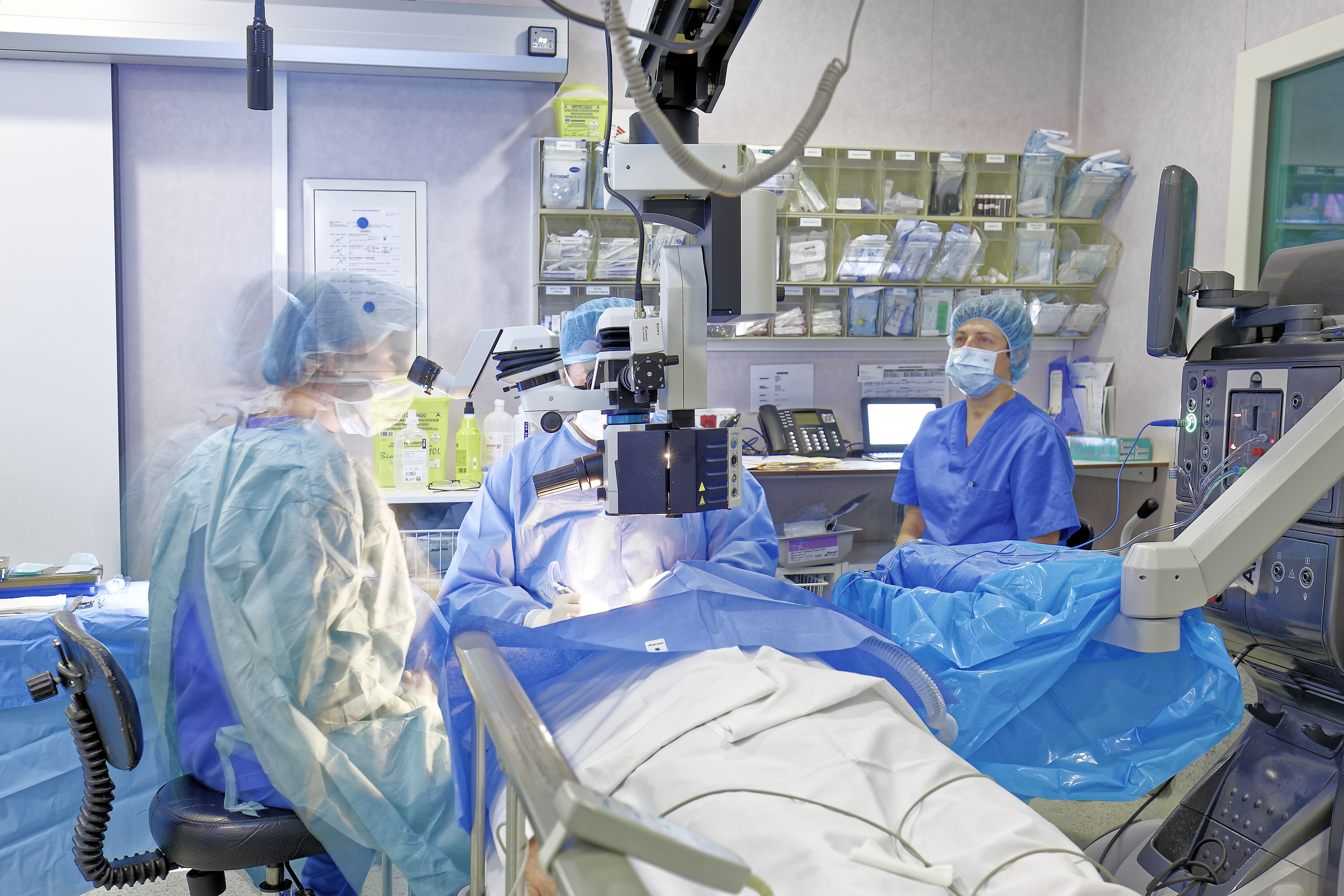
Quirófano del ICQO

## Colaboración con la Fundación Mirada Solidaria

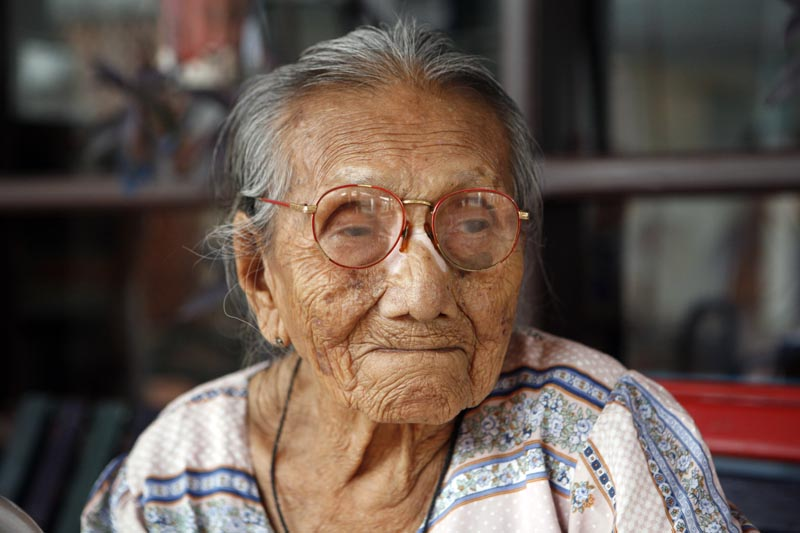
Paciente de la Fundación Mirada Solidaria

El ICQO colabora con la ONG Fundación Mirada Solidaria, con quienes tiene centros de oftalmología en Ecuador y Bolivia. Promueve actuaciones en el campo de la salud en general y de la visión en particular y tiene como objetivo ayudar a personas de diversos países en vías de desarrollo, que debido a la falta de recursos no pueden recibir tratamiento para solucionar sus problemas de visión.